# 丹埜倫
丹埜 倫（たんの ろん、1977年10月7日 - ）は、日本の実業家である。株式会社R.project代表取締役。

## 概要
2人兄弟の次男として生まれる。父親はオーストラリア人で多摩大学元学長のグレゴリー・クラーク、母親は日本人。
慶應義塾大学法学部卒業後、ドイツ証券東京支店、リーマンブラザーズ証券東京支店に勤務。この間、スカッシュの日本代表として世界選手権に出場した。
29歳で金融業界から離れた後、自身が中学校時代に通った保田臨海学校を千代田区から譲り受け、サンセットブリーズを立ち上げる。現在は株式会社ロハスインターナショナル非常勤取締役、館山青年会議所会員、鋸南町商工会青年部員、城西国際大学観光学部非常勤講師を務める。

## 経歴

### 学歴
- 1995年[要出典]、桐朋高校中退後、大検を取得[2]
- 2001年[要出典]、慶應義塾大学法学部卒業

### 職歴
- 2001年[要出典]、ドイツ証券株式部門勤務
- 2004年[要出典]、リーマンブラザーズ証券勤務
- 2006年、株式会社R.project設立、代表取締役就任（現任）
- 2007年[要出典]、株式会社ロハスインターナショナル取締役（非常勤）就任（現任）